# Штегеман, Керстин
Керстин Штегеман (нем. Kerstin Stegemann, 29 сентября 1977) — бывшая немецкая футболистка, выступающая на позиции защитника и полузащитника. Двукратный чемпион мира (2003, 2007), трёхкратный чемпион Европы (2001, 2005, 2009), трёхкратный бронзовый призёр летних Олимпийских игр (2000, 2004, 2008).

## Карьера

### Клубная
Керстин Штегеман начала свою профессиональную в возрасте 15-ти лет в составе футбольного клуба «Айнтрахт» (Райне), выступавшего в Бундеслиге. За свою профессиональную карьеру играла в шести разных клубах, в том числе в «Дуйсбург 2001», «Фласхейм-Хиллене», «Ваттеншайде», «Герфордере» и «Гютерсло 2009». Наибольших успехов добилась в период выступлений за «Хайке» из Райне в 2001—2007 годах. В этот период Штегеман в составе клуба стала чемпионом Германии в сезоне 1999/00 и обладателем Кубка Германии в сезоне 1999/00 и 2002/03.

### В сборной
Дебютировала в составе основной сборной 13 апреля 1995 года в матче против Польши. Прочно оставалась игроком основы немецкой сборной. Завоевала титулы чемпиона мира (2003, 2007), чемпиона Европы (2001, 2005, 2009), бронзового призёра Олимпийских игр (2000, 2004, 2008). На сегодняшний день является вторым игроком женской сборной Германии по количеству игр после Биргит Принц. Последний матч в составе национальной сборной провела 30 августа 2009 года.

## Достижения

### Клубные
- Чемпионат Германии: победитель (1) 1999/00
- Кубок Германии: победитель (2) 1999/00, 2002/03

### В сборной
- Чемпионат мира: победитель (2) 2003, 2007
- Чемпионат Европы: победитель (3) 2001, 2005, 2009
- Олимпийские игры: бронзовый призёр (3) 2000, 2004, 2008
- Чемпионка мира среди военнослужащих: 2008

### Индивидуальные
- Серебряный лавровый лист[4]